# UAProf
User Agent Profile (UAprof) – definicja opisu możliwości telefonu komórkowego, utworzona przez organizację WAP Forum w ramach specyfikacji WAP 2.0, obecnie rozszerzana przez Open Mobile Alliance.
Powodem powstania definicji UAprof była ciągle wzrastająca ilość wspomaganych formatów i serwisów, przez co pole „Accept” w nagłówku HTTP było coraz dłuższe. Dzięki UAProf nagłówek ten musi zawierać tylko jeden URL, a każdy zainteresowany serwer może ściągnąć plik XML z opisem wszystkich możliwości telefonu i zainstalowanych na nim programów. Pole „Accept” może być dzięki temu ograniczone do najważniejszych formatów.

## Przykład
(Nokia N73)
HTTP-Header (wycinek):
```
Accept: text/javascript, text/ecmascript, application/x-javascript, text/html, application/vnd.wap.xhtml+xml, application/xhtml+xml, text/css, multipart/mixed, text/vnd.wap.wml, application/vnd.wap.wmlc, application/vnd.wap.wmlscriptc, application/java-archive, application/java, application/x-java-archive, text/vnd.sun.j2me.app-descriptor, application/vnd.oma.drm.message, application/vnd.oma.drm.content, application/vnd.wap.mms-message, application/vnd.wap.sic, text/x-co-desc, application/vnd.oma.dd+xml, */*,text/x-hdml,image/mng,image/x-mng,video/mng,video/x-mng,image/bmp,text/html,text/vnd.wap.wmlscript,text/vnd.wap.wml
Accept-Charset: iso-8859-1, utf-8, iso-10646-ucs-2; q=0.6,*
Accept-Encoding: deflate, gzip
Accept-Language: de;q=1.0, en;q=0.5, fr;q=0.5, tr;q=0.5, it;q=0.5, nl;q=0.5
Host: de.wikipedia.org/wiki/UAprof
User-Agent: NokiaN73-1/2.0626.0.0.2 S60/3.0 Profile/MIDP-2.0 Configuration/CLDC-1.1 UP.Link/6.3.0.0.0
X-Wap-Profile: "http://nds.nokia.com/uaprof/NN73-1r100.xml"

```

Na marginesie: niektórzy mylą UAProf z ciągiem User-Agent (przedostatnia linijka). Ten ostatni zdradza jednak tylko nazwę telefonu, a nie jego możliwości.
W ostatniej linijce widoczny jest URL, pod którym znajduje się plik definicji UAProf. W aktualnych telefonach plik UAprof wygląda mniej więcej tak, jak poniżej:
```
<?xml version="1.0"?>

<!--              przykład dla wikipedii                   -->

<!--       ten telefon w rzeczywistości nie istnieje       -->

<rdf:RDF xmlns:rdf="http://www.w3.org/1999/02/22-rdf-syntax-ns#"
xmlns:prf="http://www.openmobilealliance.org/tech/profiles/UAPROF/ccppschema-20021212#"
xmlns:mms="http://www.openmobilealliance.org/tech/profiles/MMS/ccppschema-20050301-MMS1.2#">
   <rdf:Description rdf:ID="Profile">
      <prf:component>
         <rdf:Description rdf:ID="HardwarePlatform">
            <rdf:type rdf:resource="http://www.openmobilealliance.org/tech/profiles/UAPROF/ccppschema-20021212#HardwarePlatform"/>
            <prf:BluetoothProfile>
               <rdf:Bag>
                  <rdf:li>Headset Profile</rdf:li>
                  <rdf:li>Handsfree Profile</rdf:li>
                  <rdf:li>Object Push Profile</rdf:li>
               </rdf:Bag>
            </prf:BluetoothProfile>
            <prf:BitsPerPixel>16</prf:BitsPerPixel>
            <prf:ColorCapable>Yes</prf:ColorCapable>
            <prf:CPU>Wacek</prf:CPU>
            <prf:ImageCapable>Yes</prf:ImageCapable>
            <prf:InputCharSet>
               <rdf:Bag>
                  <rdf:li>ISO-8859-1</rdf:li>
                  <rdf:li>UTF-8</rdf:li>
               </rdf:Bag>
            </prf:InputCharSet>
            <prf:Keyboard>PhoneKeyPad</prf:Keyboard>
            <prf:Model>WikiPhone-1</prf:Model>
            <prf:NumberOfSoftKeys>2</prf:NumberOfSoftKeys>
            <prf:OutputCharSet>
               <rdf:Bag>
                  <rdf:li>ISO-8859-1</rdf:li>
                  <rdf:li>UTF-8</rdf:li>
               </rdf:Bag>
            </prf:OutputCharSet>
            <prf:PixelAspectRatio>1x1</prf:PixelAspectRatio>
            <prf:PointingResolution>Pixel</prf:PointingResolution>
            <prf:ScreenSize>640x480</prf:ScreenSize>
            <prf:ScreenSizeChar>80x24</prf:ScreenSizeChar>
            <prf:StandardFontProportional>Yes</prf:StandardFontProportional>
            <prf:SoundOutputCapable>Yes</prf:SoundOutputCapable>
            <prf:TextInputCapable>Yes</prf:TextInputCapable>
            <prf:Vendor>Fantasy</prf:Vendor>
            <prf:VoiceInputCapable>Yes</prf:VoiceInputCapable>
         </rdf:Description>
      </prf:component>
      <prf:component>
         <rdf:Description rdf:ID="SoftwarePlatform">
            <rdf:type rdf:resource="http://www.openmobilealliance.org/tech/profiles/UAPROF/ccppschema-20021212#SoftwarePlatform"/>
            <prf:AcceptDownloadableSoftware>Yes</prf:AcceptDownloadableSoftware>
            <prf:CcppAccept>
               <rdf:Bag>
                  <rdf:li>application/java</rdf:li>
                  <rdf:li>application/vnd.wap.mms-message</rdf:li>
                  <rdf:li>application/vnd.wap.wbxml</rdf:li>
                  <rdf:li>application/vnd.wap.wmlc</rdf:li>
                  <rdf:li>application/vnd.wap.wmlscriptc</rdf:li>
                  <rdf:li>application/vnd.wap.xhtml+xml</rdf:li>
                  <rdf:li>application/xhtml+xml</rdf:li>
                  <rdf:li>audio/midi</rdf:li>
                  <rdf:li>image/gif</rdf:li>
                  <rdf:li>image/jpeg</rdf:li>
                  <rdf:li>image/jpg</rdf:li>
                  <rdf:li>image/vnd.wap.wbmp</rdf:li>
                  <rdf:li>multipart/mixed</rdf:li>
               </rdf:Bag>
            </prf:CcppAccept>
            <prf:CcppAccept-Charset>
               <rdf:Bag>
                  <rdf:li>ISO-8859-1</rdf:li>
                  <rdf:li>UTF-8</rdf:li>
               </rdf:Bag>
            </prf:CcppAccept-Charset>
            <prf:CcppAccept-Encoding>
               <rdf:Bag>
                  <rdf:li>base64</rdf:li>
                  <rdf:li>quoted-printable</rdf:li>
               </rdf:Bag>
            </prf:CcppAccept-Encoding>
         </rdf:Description>
      </prf:component>
      <prf:component>
         <rdf:Description rdf:ID="NetworkCharacteristics">
            <rdf:type rdf:resource="http://www.openmobilealliance.org/tech/profiles/UAPROF/ccppschema-20021212#NetworkCharacteristics"/>
            <prf:SupportedBluetoothVersion>1.2</prf:SupportedBluetoothVersion>
            <prf:CurrentBearerService>TwoWayPacket</prf:CurrentBearerService>
            <prf:SecuritySupport>
               <rdf:Bag>
                  <rdf:li>SSL</rdf:li>
                  <rdf:li>TLS</rdf:li>
               </rdf:Bag>
            </prf:SecuritySupport>
            <prf:SupportedBearers>
               <rdf:Bag>
                  <rdf:li>GPRS</rdf:li>
               </rdf:Bag>
            </prf:SupportedBearers>
         </rdf:Description>
      </prf:component>
      <prf:component>
         <rdf:Description rdf:ID="BrowserUA">
            <rdf:type rdf:resource="http://www.openmobilealliance.org/tech/profiles/UAPROF/ccppschema-20021212#BrowserUA"/>
            <prf:BrowserName>WikiBrowser</prf:BrowserName>
            <prf:BrowserVersion>1.0</prf:BrowserVersion>
            <prf:FramesCapable>Yes</prf:FramesCapable>
            <prf:HtmlVersion>4.1</prf:HtmlVersion>
            <prf:TablesCapable>Yes</prf:TablesCapable>
            <prf:XhtmlVersion>2.0</prf:XhtmlVersion>
            <prf:XhtmlModules>
               <rdf:Bag>
                  <rdf:li>XHTML1-struct</rdf:li>
                  <rdf:li>xhtml-basic10</rdf:li>
               </rdf:Bag>
            </prf:XhtmlModules>
         </rdf:Description>
      </prf:component>
      <prf:component>
         <rdf:Description rdf:ID="WapCharacteristics">
            <rdf:type rdf:resource="http://www.openmobilealliance.org/tech/profiles/UAPROF/ccppschema-20021212#WapCharacteristics"/>
            <prf:WapDeviceClass>C</prf:WapDeviceClass>
            <prf:WapVersion>2.0</prf:WapVersion>
            <prf:WmlDeckSize>65535</prf:WmlDeckSize>
            <prf:WmlScriptLibraries>
               <rdf:Bag>
                  <rdf:li>Lang</rdf:li>
                  <rdf:li>Float</rdf:li>
                  <rdf:li>String</rdf:li>
                  <rdf:li>URL</rdf:li>
                  <rdf:li>WMLBrowser</rdf:li>
                  <rdf:li>Dialogs</rdf:li>
               </rdf:Bag>
            </prf:WmlScriptLibraries>
            <prf:WmlScriptVersion>
               <rdf:Bag>
                  <rdf:li>1.2</rdf:li>
               </rdf:Bag>
            </prf:WmlScriptVersion>
            <prf:WmlVersion>
               <rdf:Bag>
                  <rdf:li>1.3</rdf:li>
               </rdf:Bag>
            </prf:WmlVersion>
            <prf:WtaiLibraries>
               <rdf:Bag>
                  <rdf:li>WTA.Public.makeCall</rdf:li>
                  <rdf:li>WTA.Public.sendDTMF</rdf:li>
                  <rdf:li>WTA.Public.addPBEntry</rdf:li>
               </rdf:Bag>
            </prf:WtaiLibraries>
            <prf:WtaVersion>1.1</prf:WtaVersion>
            <prf:DrmClass>
               <rdf:Bag>
                  <rdf:li>ForwardLock</rdf:li>
               </rdf:Bag>
            </prf:DrmClass>
            <prf:OmaDownload>Yes</prf:OmaDownload>
         </rdf:Description>
      </prf:component>
      <prf:component>
         <rdf:Description rdf:ID="PushCharacteristics">
            <rdf:type rdf:resource="http://www.openmobilealliance.org/tech/profiles/UAPROF/ccppschema-20021212#PushCharacteristics"/>
            <prf:Push-Accept>
               <rdf:Bag>
                  <rdf:li>application/vnd.wap.wmlc</rdf:li>
                  <rdf:li>application/vnd.wap.xhtml+xml</rdf:li>
                  <rdf:li>multipart/mixed</rdf:li>
                  <rdf:li>text/html</rdf:li>
                  <rdf:li>text/plain</rdf:li>
                  <rdf:li>text/vnd.wap.si</rdf:li>
                  <rdf:li>text/vnd.wap.sl</rdf:li>
                  <rdf:li>text/vnd.wap.wml</rdf:li>
               </rdf:Bag>
            </prf:Push-Accept>
            <prf:Push-Accept-Charset>
               <rdf:Bag>
                  <rdf:li>ISO-8859-1</rdf:li>
                  <rdf:li>UTF-8</rdf:li>
               </rdf:Bag>
            </prf:Push-Accept-Charset>
            <prf:Push-Accept-Encoding>
               <rdf:Bag>
                  <rdf:li>base64</rdf:li>
                  <rdf:li>quoted-printable</rdf:li>
               </rdf:Bag>
            </prf:Push-Accept-Encoding>
            <prf:Push-Accept-Language>
               <rdf:Seq>
                  <rdf:li>de-DE</rdf:li>
               </rdf:Seq>
            </prf:Push-Accept-Language>
            <prf:Push-Accept-AppID>
               <rdf:Bag>
                  <rdf:li>x-wap-application:wml.ua</rdf:li>
                  <rdf:li>*</rdf:li>
               </rdf:Bag>
            </prf:Push-Accept-AppID>
            <prf:Push-MsgSize>30000</prf:Push-MsgSize>
            <prf:Push-MaxPushReq>5</prf:Push-MaxPushReq>
         </rdf:Description>
      </prf:component>
      <prf:component>
         <rdf:Description rdf:ID="MmsCharacteristics">
            <rdf:type rdf:resource="http://www.openmobilealliance.org/tech/profiles/MMS/ccppschema-20050301-MMS1.2#MmsCharacteristics"/>
            <mms:MmsMaxMessageSize>102400</mms:MmsMaxMessageSize>
            <mms:MmsMaxImageResolution>640x480</mms:MmsMaxImageResolution>
            <mms:MmsCcppAccept>
               <rdf:Bag>
                  <rdf:li>application/java-archive</rdf:li>
                  <rdf:li>application/sdp</rdf:li>
                  <rdf:li>application/smil</rdf:li>
                  <rdf:li>audio/mid</rdf:li>
                  <rdf:li>audio/midi</rdf:li>
                  <rdf:li>image/gif</rdf:li>
                  <rdf:li>image/jpeg</rdf:li>
                  <rdf:li>image/jpg</rdf:li>
                  <rdf:li>image/vnd.wap.wbmp</rdf:li>
                  <rdf:li>text/plain</rdf:li>
                  <rdf:li>text/vnd.sun.j2me.app-descriptor</rdf:li>
                  <rdf:li>text/vnd.wap.wml</rdf:li>
               </rdf:Bag>
            </mms:MmsCcppAccept>
            <mms:MmsCcppAcceptCharSet>
               <rdf:Bag>
                  <rdf:li>ISO-8859-1</rdf:li>
                  <rdf:li>UTF-8</rdf:li>
               </rdf:Bag>
            </mms:MmsCcppAcceptCharSet>
            <mms:MmsCcppAcceptLanguage>
               <rdf:Bag>
                  <rdf:li>de-DE</rdf:li>
               </rdf:Bag>
            </mms:MmsCcppAcceptLanguage>
            <mms:MmsCcppAcceptEncoding>
               <rdf:Bag>
                  <rdf:li>base64</rdf:li>
                  <rdf:li>quoted-printable</rdf:li>
               </rdf:Bag>
            </mms:MmsCcppAcceptEncoding>
            <mms:MmsVersion>
               <rdf:Bag>
                  <rdf:li>1.0</rdf:li>
               </rdf:Bag>
            </mms:MmsVersion>
         </rdf:Description>
      </prf:component>
   </rdf:Description>
</rdf:RDF>

```

Sekcja „HardwarePlatform” opisuje m.in. rozdzielczość wyświetlacza, profile Bluetooth, itd.
W zakresie „SoftwarePlatform” są m.in. wymienione są wszystkie typy MIME-Type akceptowane przez dany telefon.
Dla pojedynczych programów (np. Browser, MMS, Streaming) i serwisów (np. WAP-Push czy DRM) istnieją specjalne zakresy.